# Liška velkouchá
Liška velkouchá (Vulpes macrotis) je druh psovité šelmy obývající pouštní a polopouštní oblasti západu a jihozápadu USA a přilehlé části Mexika. V minulosti byla některými vědci uváděna jako poddruh lišky šedohnědé, ale od genetické analýzy v roce 1993 je nezpochybnitelně uznávána jako samostatný druh.
Vyznačuje se šedo-béžovo-žlutým zbarvením srsti, malým vzrůstem a disproporčně velkýma ušima (7 až 10 cm). Váží asi 1,6 až 2,7 kg, tělo měří 45 až 54 cm, ocas 25 až 34 cm. Z amerických psovitých šelem je menší jen liška ostrovní.
Je všežravá s převahou masité stravy. Živí se především různými hlodavci, zajícovci, hmyzem, malými ptáky, plazy, mršinami, ovocem, zeleninou a semeny. Požírá i lidmi vyprodukovaný potravinový odpad. Je aktivní převážně v noci. K odpočinku, úkrytu a výchově mláďat využívá nory, jichž může mít v teritoriu i více než deset. Vytváří monogamní páry, jež spolu vydrží celý život. K páření dochází v zimních měsících, mláďata se rodí asi po 50 dnech březosti. Ve vrhu jich bývá 1 až 9 (průměrně 4). Nezávislá se stávají po 5 až 6 měsících. Především mladé samice ještě nejméně jeden rok zůstávají s rodiči a pomáhají s výchovou čerstvých mláďat. Velikost teritoria se pohybuje od 2,5 do 11,6 km2. Lišky se dožívají asi 7 let v divočině a až 20 v zajetí. Důvody úmrtnosti bývají nedostatek potravy, kojoti a další šelmy, ale i srážky s vozidly a jiné antropogenní příčiny.
IUCN hodnotí druh jako málo dotčený s místy stabilní a místy klesající populací. Hlavním nebezpečím je přeměna habitatu na zemědělská území, případně jinou kulturní krajinu (silnice, města, solární elektrárny).